# NGC 6961
NGC 6961 est une galaxie elliptique située dans la constellation du Verseau. Sa vitesse par rapport au fond diffus cosmologique est de 3 418 ± 21 km/s, ce qui correspond à une distance de Hubble de 50,4 ± 3,5 Mpc (∼164 millions d'al). NGC 6961 a été découverte par l'astronome irlandais R. J. Mitchell en 1857.
À ce jour, seule une mesure non basée sur le décalage vers le rouge (redshift) donne une distance d'environ 72,000 Mpc (∼235 millions d'al), ce qui est nettement à l'extérieur des valeurs de la distance de Hubble. Notons que c'est avec la valeur moyenne des mesures indépendantes, lorsqu'elles existent, que la base de données NASA/IPAC calcule le diamètre d'une galaxie et qu'en conséquence le diamètre de NGC 6961 pourrait être d'environ 10,3 kpc (∼33 600 al) si on utilisait la distance de Hubble pour le calculer.

## Groupe de NGC 6962
NGC 6961 est membre du groupe de NGC 6962. Ce groupe de galaxies comprend environ une dizaine de galaxies, soit NGC 6959, NGC 6961, NGC 6962, NGC 6964, NGC 6965 (IC 5058), NGC 6967, PGC 65351, PGC 65356, PGC 1169059 et PGC 162626. Cependant, selon une autre source, ce groupe renfermerait beaucoup plus de galaxies, 29 membres probables et 49 possibles dans un rayon inférieur à 1 Mpc.